# Acetal
Acetal je molekul sa dva atoma kiseonika vezana jednostrukim vezama za isti atom ugljenika.
U tradicionalnoj upotrebi se razlikuju ketali od acetala (dok ketal ima dve R grupe vezane preko ugljenika i formalno je izveden iz ketona, acetal ima jednu ili obe R grupe kao vodonik i formalno je izveden iz aldehida). IUPAC terminologija klasifikuje ketale kao podskup acetala.
Do formiranja acetala dolazi kad hidroksilna grupa hemiacetal postane protonisana i odvoji se kao voda. Nastali karbokatjon zatim brzo napada molekul alkohola. Gubitkom protona vezanog alkohola formira se acetal.

## Primeri
- Dimetoksimetan, rastvarač
- Dioksolan
- Metaldehid
- Paraldehid
- 1,3,5-Trioksan